# 烈士長廊

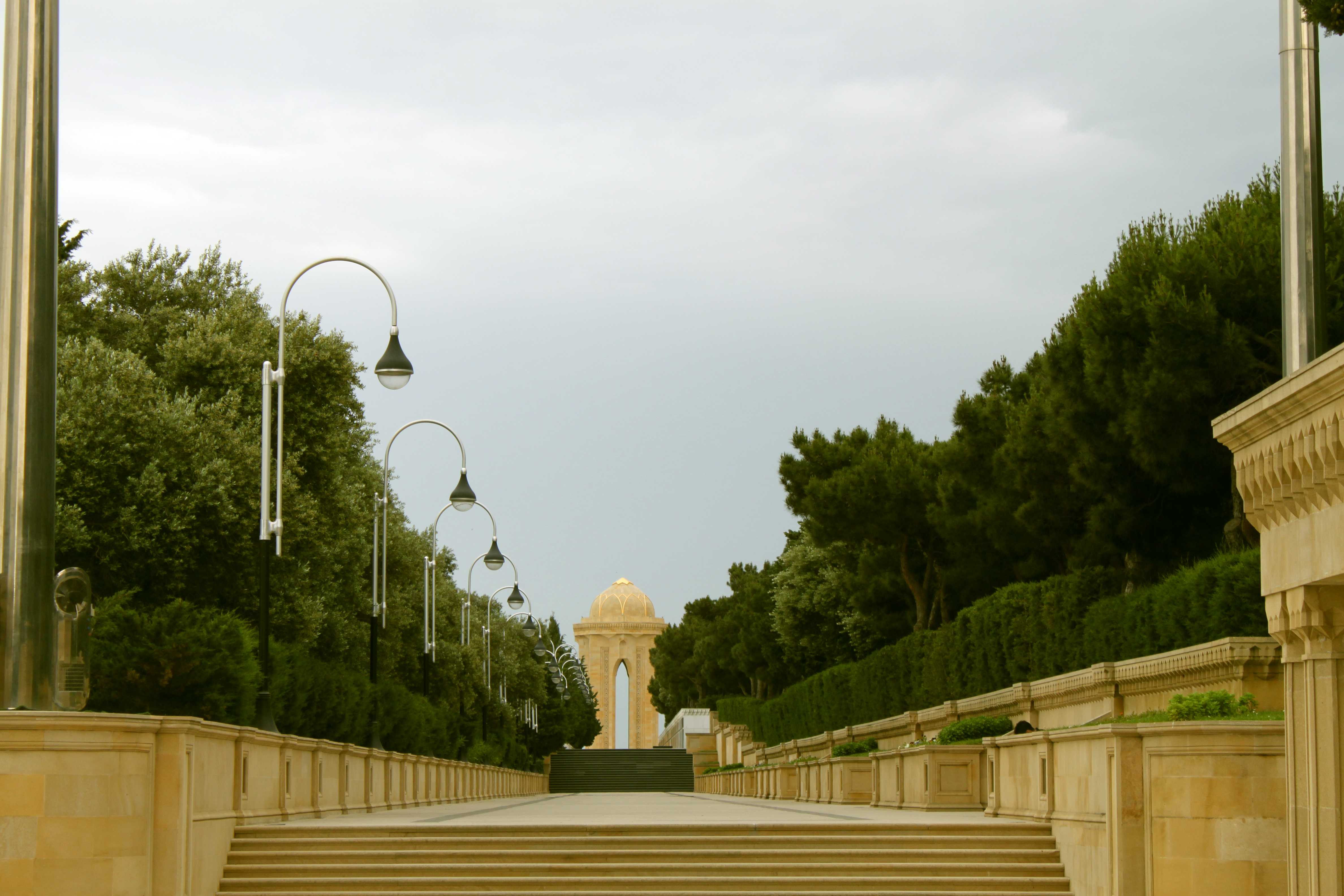
烈士長廊

40°21′24″N 49°49′42″E / 40.35667°N 49.82833°E
烈士長廊是亞塞拜然首都巴庫南側山丘上的一座墓園，為高加索戰役、黑色一月大屠殺、三月事件與纳戈尔诺-卡拉巴赫战争等戰爭中戰死的亞塞拜然軍人安葬之處。目前估計有約15000人被安葬於此墓園，每年均有上千名遊客造訪。

## 歷史
第一次世界大戰末期，俄國內戰爆發，巴庫也受到戰火波及，布爾什維克、孟什維克、亞美尼亞人與亞塞拜然人為搶奪當地控制權而大打出手，傷亡慘重，陣亡者還包括一些駐紮在當地對抗俄軍的英國軍人。1918年的三月事件後，烈士長廊的現址上建立了一座埋葬穆斯林受害者的墓園。布爾什維克掌權後將墓園摧毀，在其原址上蓋了一座遊樂園，並設立布爾什維克領導人谢尔盖·米罗诺维奇·基洛夫的雕像。蘇聯解體後，遊樂園與雕像被拆除，並重新設立埋葬戰爭受害者的墓園，第一批埋葬者為1990年黑色一月大屠殺中被蘇軍殺死的亞塞拜然人。後來墓園也安葬了許多纳戈尔诺-卡拉巴赫战争中戰死的軍人。

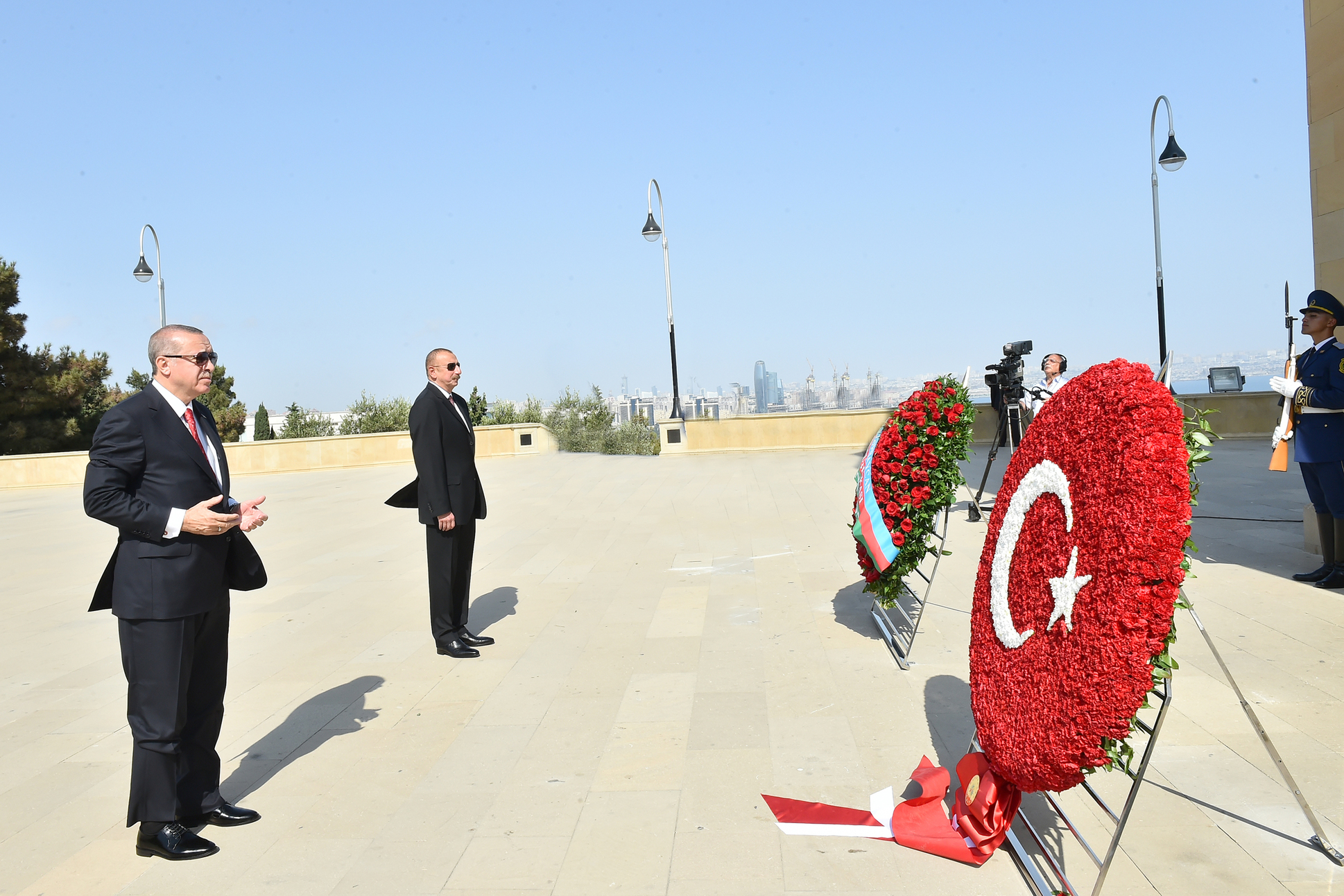
亞塞拜然總統伊利哈姆·阿利耶夫與土耳其總統艾爾多安參訪烈士長廊

## 紀念碑

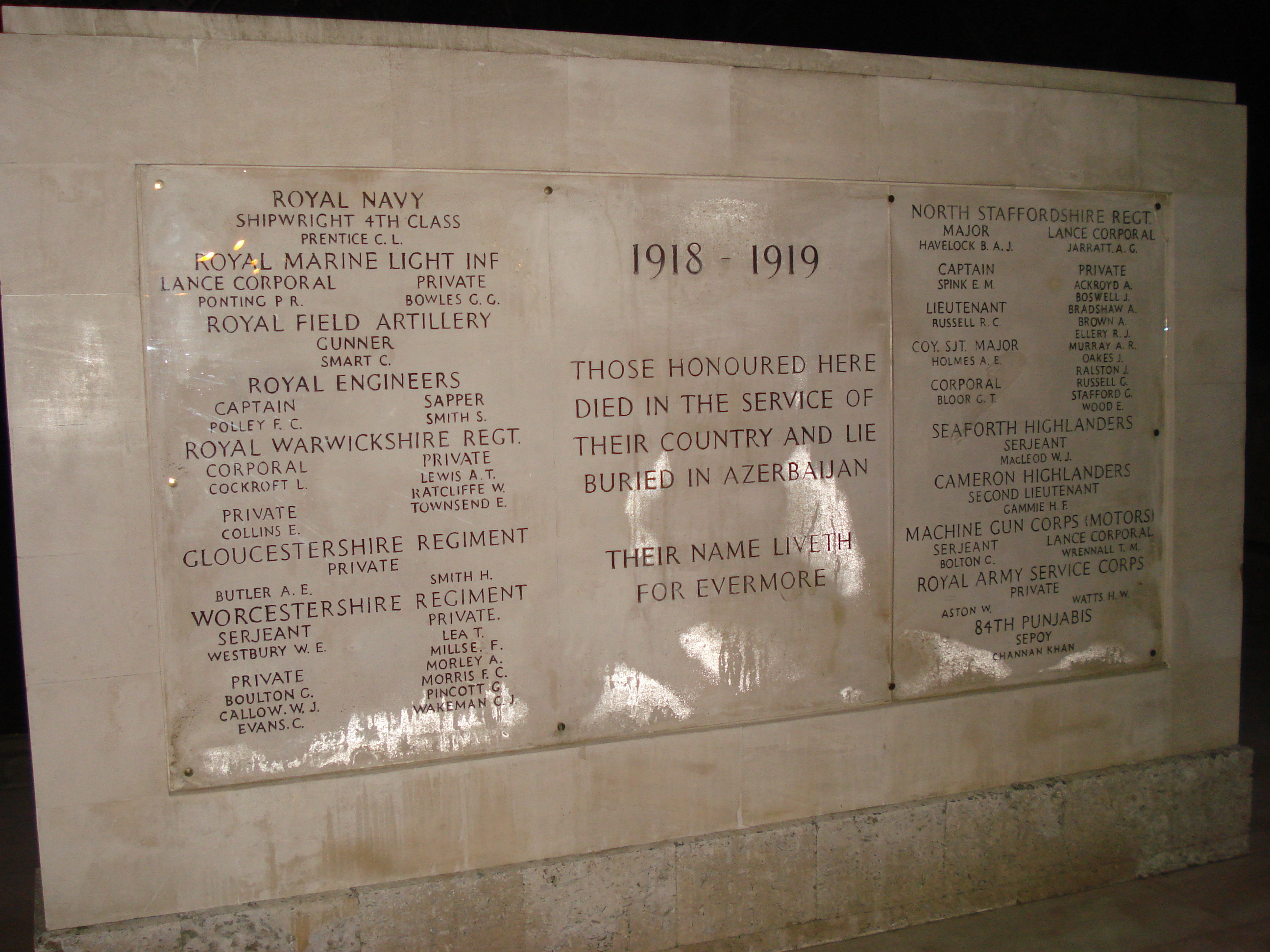
紀念陣亡英軍的牌匾

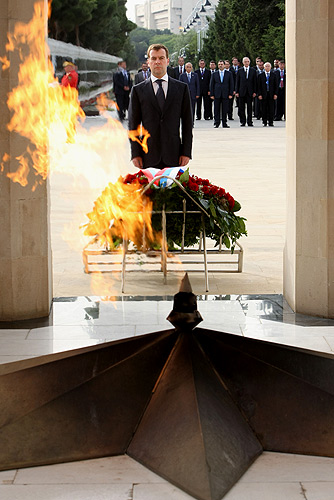
2008年，俄羅斯總統梅德韦杰夫前往永恆火焰紀念碑致意

永恆火焰紀念碑位於烈士長廊中，亞塞拜然總統與政要時常前往該處致意。
墓園中還有巴庫土耳其烈士紀念碑，紀念1918年巴庫戰役中，1130名被布爾什維克與亞美尼亞軍隊殺死的土耳其士兵。紀念碑旁不遠處有一面牌匾，紀念在同場戰爭中戰死的英國軍人。

## 安葬名人
烈士長廊入口處的第一個陵墓為黑色一月大屠殺中遇害的法里薩·阿拉维迪耶夫（Fariza Allahverdiyev）與伊利哈姆·阿拉维迪耶夫（Ilham Allahverdiyev）夫婦，伊利哈姆被蘇軍射殺，法里薩在聽聞丈夫死訊後自殺，這座陵墓後來成了愛與忠誠的象徵。在纳戈尔诺-卡拉巴赫战争中喪生的記者欽吉斯·穆斯塔法耶夫與莎拉廷·阿斯加羅娃也被安葬在烈士長廊。

## 外部連結
template:Baku landmarks